# Ряпіна (волость)
Ряпіна (ест. Räpina vald) — волость в Естонії, у складі повіту Пилвамаа.
У сучасному вигляді існує з 2017 року, утворена шляхом об'єднання волостей Веріора, Ряпіна та волості Меексі, що доти входила до повіту Тартумаа.

## Положення
Площа волості — 265,9 км², чисельність населення на 1 січня 2015 року становила 4 629 осіб.
Адміністративний центр волості — місто Ряпіна. До складу волості входять також селище сільського типу Виипсу ще 26 сіл: Виіарді (Võiardi), Виікюла (Võuküla), Кассілаане (Kassilaane), Кинну (Kõnnu), Кьострімяе (Köstrimäe), Лееваку (Leevaku), Лінте (Linte), Мягіотса (Mägiotsa), Меелва (Meelva), Наха (Naha), Нулга (Nulga), Пінді (Pindi), Пяясна (Pääsna), Раадама (Raadama), Рахумяе (Rahumäe), Раігла (Raigla), Рістіпало (Ristipalo), Рууса (Ruusa), Саарекюла (Saareküla), Сіллапяя (Sillapää), Сюлгойа (Sülgoja), Сууре-Веерксу (Suure-Veerksu), Тооламаа (Toolamaa), Тоосте (Tooste), Тсірксі (Tsirksi), Яаанікесте (Jaanikeste).